# العلاقات المغربية الكازاخستانية
العلاقات المغربية الكازاخستانية هي العلاقات الثنائية التي تجمع بين المغرب وكازاخستان.

## مقارنة بين البلدين
هذه مقارنة عامة ومرجعية للدولتين:
| وجه المقارنة                                              | المغرب                                 | كازاخستان                      |
| --------------------------------------------------------- | -------------------------------------- | ------------------------------ |
| المساحة (كم2)                                             | 710.85 ألف                             | 2.72 مليون                     |
| عدد السكان (نسمة)                                         | 36.07 مليون                            | 17.95 مليون                    |
| الكثافة السكانية (ن./كم²)                                 | 50.74                                  | 6.6                            |
| العاصمة                                                   | الرباط                                 | نور سلطان                      |
| اللغة الرسمية                                             | اللغة العربية، أمازيغية معيارية مغربية | اللغة القازاقية، اللغة الروسية |
| العملة                                                    | درهم مغربي                             | تينغ كازاخستاني                |
| الناتج المحلي الإجمالي (بليون دولار)                      | 109.14 مليار                           | 159.41 مليار                   |
| الناتج المحلي الإجمالي (تعادل القوة الشرائية) بليون دولار | 274.06 مليار                           | 439.39 مليار                   |
| الناتج المحلي الإجمالي الاسمي للفرد دولار أمريكي          | 2.88 ألف                               | 10.51 ألف                      |
| الناتج المحلي الإجمالي للفرد دولار أمريكي                 | 7.49 ألف                               | 24.23 ألف                      |
| مؤشر التنمية البشرية                                      | 0.628                                  | 0.788                          |
| رمز المكالمات الدولي                                      | +212                                   | +7                             |
| رمز الإنترنت                                              | .ma                                    | .kz، .қаз ‏                     |
| المنطقة الزمنية                                           | ت ع م+01:00                            | ت ع م+05:00، ت ع م+06:00       |

## مدن متوأمة
في ما يلي قائمة باتفاقيات التوأمة بين مدن مغربية وكازاخستانية:
- ترتبط مكناس مع ألماتي باتفاقية توأمة منذ 2005.

## منظمات دولية مشتركة
يشترك البلدان في عضوية مجموعة من المنظمات الدولية، منها:
| علم المنظمة | اسم المنظمة                               | تاريخ انضمام المغرب | تاريخ انضمام كازاخستان |
| ----------- | ----------------------------------------- | ------------------- | ---------------------- |
|             | منظمة التعاون الإسلامي                    | 25 سبتمبر 1969      | ?                      |
|             | الاتحاد البريدي العالمي                   | ?                   | ?                      |
|             | يونسكو                                    | 7 نوفمبر 1956       | 22 مايو 1992           |
|             | البنك الدولي للإنشاء والتعمير             | 25 أبريل 1958       | 23 يوليو 1992          |
|             | وكالة ضمان الاستثمار متعدد الأطراف        | 17 سبتمبر 1992      | 12 أغسطس 1993          |
|             | الاتحاد الدولي للاتصالات                  | 1 نوفمبر 1956       | 23 فبراير 1993         |
|             | منظمة الشرطة الجنائية الدولية             | ?                   | ?                      |
|             | مؤسسة التمويل الدولية                     | 30 أغسطس 1962       | 30 سبتمبر 1993         |
|             | الأمم المتحدة                             | 12 نوفمبر 1956      | 2 مارس 1992            |
|             | مؤسسة التنمية الدولية                     | 29 ديسمبر 1960      | 23 يوليو 1992          |
|             | الفريق المعني برصد الأرض                  | ?                   | ?                      |
|             | منظمة حظر الأسلحة الكيميائية              | ?                   | ?                      |
|             | المركز الدولي لتسوية المنازعات الاستشارية | 10 يونيو 1967       | 21 أكتوبر 2000         |

## إتفاقية الإعفاء من التأشيرة
وقع كل من وزير الشؤون الخارجية والتعاون الإفريقي والمغاربة المقيمين بالخارج، ناصر بوريطة، ونظيره الكازاخستاني، مراد نورتلو، يوم الخميس 26 سبتمبر 2024 في نيويورك، اتفاقية للإعفاء من التأشيرة عقب مباحثات أجرياها على هامش الدورة الـ79 للجمعية العامة للأمم المتحدة بمقرها في نيويورك.
وتهدف هذه الخطوة إلى تعزيز التعاون والتبادل الثقافي والسياحي بين كازاخستان والمغرب بالإضافة إلى تقوية العلاقات الثنائية وتسهيل التنقل بين البلدين لحاملي جوازات السفر الوطنية. ويشمل الإعفاء الدخول والخروج والعبور والإقامة المؤقتة على أراضي البلدين لمدة تصل إلى 30 يوما تقويميا خلال فترة 180 يوما من تاريخ الدخول.   

## وصلات خارجية
- موقع وزارة الخارجية المغربية
- موقع وزارة الخارجية الكازاخستانية